# Batalla de les arengades
La batalla de les arengades, o batalla de Rouvray, va ser un enfrontament armat emmarcat en el setge d'Orleans i la campanya del Loira durant la Guerra dels Cent Anys. Una enorme força del Regne de França va intentar capturar un comboi de subministraments del Regne d'Anglaterra, però malgrat la gran superioritat numèrica, va ser rebutjada i posada en fuga. El nom de la batalla es deu al contingut del comboi atacat: una gran càrrega d'arengada seca per alimentar les tropes que assetjaven Orleans.

## Antecedents
Els anglesos havien establert el setge d'Orleans l'octubre de 1428, i les úniques forces franceses disponibles per alleujar el setge estaven eren les del comandant Carles I de Borbó, comte de Clermont, acantonades a Blois i les gascones de Étienne de Vignolles, que estaven més a prop però reberen ordres de Clermont de no intervenir.
S'aproximava la quaresma, i per raons religioses era necessari evitar la carn, de manera que es va decidir subministrar grans quantitats de peix per a l'alimentació de la tropes, enviant des de París a Orleans, amb una escorta de 500 arquers muntats i 1.000 milicians parisencs comandats per John Fastolf, un comboi de 300 carretes amb arengada salada. Amb el peix es transportaven recanvis per ballestes, canons i municions.

## Preparatius
L'11 de febrer de 1429, el comboi arribava a la petita vila de Rouvray, al nord de Janville, on va acampar per passar la nit. Al matí, els observadors avançats francesos van avisar els seus caps de la ubicació dels anglesos.
L'avantguarda francesa va aparèixer davant els anglesos des del sud-oest. John Fastolf, sabent que els enemics el superaven en una proporció de 3 a 1, va aturar el comboi a 1.600 metres al sud de Rouvray i va fer posar els carros en un cercle, muntant una defensa d'estaques punxegudes, i disposant la defensa deixant dues obertures i situant els arquers a la dreta i els ballesters de París a l'esquerra, mentre la cavalleria romania en l'interior, muntant una defensa impenetrable per a les càrregues de cavalleria com s'havia demostrat a la batalla d'Agincourt.

## Batalla
Cavalcant al capdavant de les seves columnes, Carles I de Borbó fer detenir els carros de transport i descarregar les colobrines i alguns canons de petit calibre. Va ordenar que les seves tropes romanguessin muntades, amb excepció d'artillers i els ballesters, i va manar obrir foc d'artilleria contra els carros enemics.
El foc de canó, encara que de lenta cadència, era devastador, i va obrir forats en la defensa anglesa, doncs els francesos disparaven des de fora de l'abast dels longbows, i una càrrega de la cavalleria anglesa semblava desaconsellable a causa de la desproporció numèrica, doncs en la primera línia enemiga es trobaven els durs i aguerrits guerrers escocesos. La sort del comboi de subministraments semblava estar segellada, però el Conestable John Stewart de Darnley, comandant dels cavallers escocesos, va perdre la paciència i desobeint les ordres, va fer desmuntar als seus quatre-cents genets i els va ordenar avançar a pas de càrrega contra els carros estacionats, i el sorprès Clermont es va veure obligat a suspendre l'atac d'artilleria, perquè els escocesos s'havien posat al mig de la línia de foc. Un cop els escocesos van entrar a la distància d'abast efectiu dels arquers anglesos, aquests van cobrir el cel amb núvols de fletxes i van efectuar una matança entre els homes de Stewart.
Veient caure als seus aliats, Jean de Dunois, el bastard d'Orleans va llançar els seus quatre-cents la cavalleria armanyaguesa, en un atac frontal des de Rouvray, que va ser rebutjada amb enormes baixes. Mentre les tropes franceses de Carles I de Borbó es retiraven en desordre, deixant el camp de batalla cobert de morts i ferits, el comandant anglès va enviar els seus pocs cavallers muntats en persecució de l'enemic. En pocs minuts, l'exèrcit francès es va convertir en una desorganitzada massa de soldats en fuga i va ser destruït.

## Conseqüències

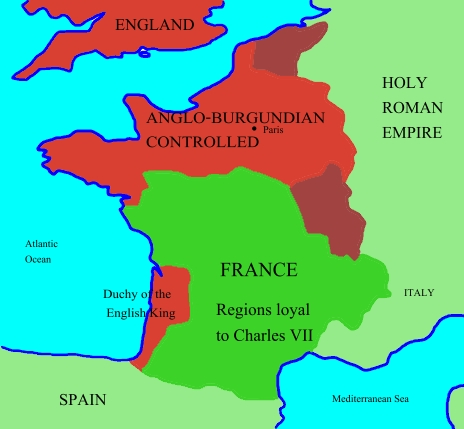
El repartiment de França el 1435

La Batalla de les arengades va ser el major combat dut a terme entre l'establiment del Setge d'Orleans, l'octubre de 1428 i la sortida a escena de Joana d'Arc (maig de 1429). Entre les sis-centes baixes es van comptar el mateix Carles I de Borbó, que va patir una greu ferida, i va haver d'abandonar el camp de batalla en llitera i va ser evacuat al campament de Blois, i John Steward, mort en l'atac escocès juntament amb la majoria dels seus homes. També va resultar ferit Jean de Dunois qui va salvar la seva vida per miracle i que jugaria més tard, al costat de Joana d'Arc, un paper fonamental en l'aixecament del setge d'Orleans.
Aquesta batalla va tornar a demostrar l'enorme diferència entre l'exèrcit anglès, professional, disciplinat, ben equipat i conduït per caps competents en relació amb el francès, desorganitzat i inclinat a l'acció inconsulta i individual. La greu derrota en la batalla de les arengades va tenir un immediat i devastador efecte sobre la moral de les tropes franceses, fent desaparèixer la confiança dels assetjats d'Orleans i afermar un fosc sentiment que tot el que s'intentés fer seria inútil i que la guerra estava ja perduda. Va ser el súmmum de la vergonya per Carles VII de França i la desesperació per a tota la població de la regió.
El mateix dia de la batalla (12 de febrer de 1429), Joana d'Arc s'entrevistava a Vaucouleurs amb Robert de Baudricourt per demanar fons, homes i subministraments per arribar amb seguretat a Chinon. Els cronistes de l'època afirmen que Joana va informar a Robert que "les armes del Delfí havien patit un gran revés a prop d'Orleans". Baudricourt, poc inclinat a ajudar a la Donzella, es va negar a lliurar el comanda però dies més tard va rebre pels canals oficials la notícia de la derrota de les arengades i impressionat, va fer cridar a Joana, a qui va entregar el demanat i la va animar a esgotar cap Chinon per unir les seves forces amb les que li quedaven al Dofí. La Donzella d'Orleans, fortament equipada, va abandonar Vaucouleurs amb el seu exèrcit el 23 de febrer, en una marxa que tindria una importància cabdal en l'aixecament del prolongat setge d'Orleans.